# Hermann Weinbuch
Hermann Weinbuch, né le 22 mars 1960 à Bischofswiesen, est un coureur allemand du combiné nordique, devenu entraîneur.

## Biographie

### Carrière sportive
Il est le fils de Helmut Weinbuch, un officiel de la Fédération allemande de ski.
En 1978 et 1979, il est champion du monde juniors de combiné. Durant ses années juniors, il prend part aussi à la Tournée des quatre tremplins (en saut à ski), à trois reprises, se classant au mieux 26e en 1979. Il obtient ses deux premières sélections dans les Championnats du monde sénior également, en 1978 à Lahti et 1982 à Oslo.
Il compte une seule participation aux Jeux olympiques : en Jeux olympiques de Sarajevo en 1984, où il se place huitième de l'épreuve individuelle. En 1984, il prend part à la toute nouvelle Coupe du monde, occupant le dixième rang du classement général, signant notamment une quatrième place à Schonach.
En 1985, il remporte deux titres de champion du monde : un en individuel (devant Geir Andersen et Jouko Karjalainen) et un par équipes. Il venait de gagner son premier succès dans la Coupe du monde à l'occasion de la Coupe de la Forêt-Noire. Trois fois sur le podium sur trois courses en fin de saison, dont premier à Oslo, il se positionne derrière Geir Andersen au deuxième rang du classement de la Coupe du monde.
Un an plus tard, il gagne le classement général de la Coupe du monde (soit le premier non-norvégien), arrivant vainqueur sur quatre manches et sur le podium sur toutes les manches au programme (sept au total). En 1987, il remporte à nouveau le titre de champion du monde par équipes et obtient  en individuel la médaille de bronze de ces mêmes championnats, les Norvégiens Torbjørn Løkken et Trond Arne Bredesen occupant les deux premiers rangs.
En 1987, il reçoit la Médaille Holmenkollen après sa deuixème victoire à Holmenkollen après 1985. Il met un terme à sa carrière sportive à l'issue de cette saison, où il se classe deuxième de la Coupe du monde, derrière Torbjørn Løkken.

### Carrière d'entraîneur
À partir de 1996, il occupe la fonction d'entraîneur de l'équipe allemande de combiné nordique. Il reste à ce poste presque de manière continue jusqu'en 2011, où il démissionne mais lui est créé un nouveau rôle juste pour lui celui d'entraîneur en chef, afin qu'il puisse se consacrer à sa famille. Un temps considéré trop doux et donc renvoyé, il fait son retour à la tête de l'équipe allemande et devient l'un des meilleurs entraîneurs, menant notamment Ronny Ackermann et Georg Hettich à des sacres mondiaux et olympiques.

## Palmarès

### Jeux olympiques
| Épreuve / Édition | Sarajevo 1984 |
| Individuel        | 8e            |

### Championnats du monde
| Épreuve / Édition | Lahti 1978 | Oslo 1982 | Rovaniemi 1984 | Seefeld 1985 | Oberstdorf 1987 |
| Individuel        | 21e        | 13e       |                | Or           | Bronze          |
| Par équipes       |            | 4e        | 5e             | Or           | Or              |

### Coupe du monde
- 1 globe de cristal : vainqueur du classement général en 1986.
- 15 podiums individuels : 7 victoires, 6 deuxièmes places et 2 troisièmes places.
- 3 victoires en épreuve par équipes.

#### Détail des victoires
| Année | Lieu                                                                                  |
| 1985  | Schonach (RFA) et Holmenkollen (Norvège)                                              |
| 1986  | Schonach (RFA), Murau (Autriche), Lahti (Finlande) et Štrbské Pleso (Tchécoslovaquie) |
| 1987  | Holmenkollen (Norvège)                                                                |

#### Différents classements en Coupe du monde
| Année     | Classement général final |
| 1983-1984 | 10e                      |
| 1984-1985 | 2e                       |
| 1985-1986 | 1er                      |
| 1986-1987 | 2e                       |